# Die Filmprimadonna
Die Filmprimadonna, Untertitel Mimisches Schauspiel, ist ein deutscher Stummfilm von Urban Gad aus dem Jahr 1913. Er zählt zu den fragmentarisch erhaltenen Filmen des Regisseurs.

## Handlung

### Teilweise erhaltener 1. Akt
In einem Filmatelier herrscht rege Geschäftigkeit in Vorbereitung für den nächsten Film. Den Direktor der Filmgesellschaft erreicht jedoch plötzlich ein Brief seiner Hauptdarstellerin Ruth Breton, in dem sie ihm die Teilnahme am Film verweigert, der nicht ihrem Niveau entsprechen würde. Eilig schickt die Filmgesellschaft ihr zahlreiche neue Manuskripte. Ruth liest und verwirft sie. Plötzlich kündigt sich bei ihr der Schriftsteller und Schauspieler Walter Heim an. Er hat ein Manuskript dabei, das die Zustimmung von Ruth findet.
Der Film wird gedreht, auch wenn Walter entgegen seinem Wunsch zunächst nicht als Partner von Ruth Breton besetzt wird. Ruth wiederum prüft auch während der Dreharbeiten sämtliche Aspekte des Films, so lässt sie sich bereits entwickelte Filmstreifen zeigen und beschwert sich schließlich, dass der blonde Hauptdarsteller und sie als dunkelhaarige Frau im Film nicht passen würden. Sie setzt sich dafür ein, dass Walter als ihr Filmpartner engagiert wird, und setzt sich durch. Auch privat kommen sich Ruth und Walter näher. Es folgt eine Außenaufnahme, während der auch ein Standbild angefertigt wird.

### Verschollene Teile
2. Akt
Die anstrengende Filmarbeit lässt Ruth krank werden. Ein Arzt untersucht sie und diagnostiziert eine schwere Herzkrankheit. Ruth lernt den charmanten Herrn von Zornhorst kennen und beide freunden sich an. Ruth geht auf seine Gesellschaften und Walter reagiert eifersüchtig. Er sucht eine Gesellschaft von Zornhorsts auf und macht diesem eine Szene. Ruth fordert er auf, zwischen ihm und von Zornhorst zu wählen und Ruth entscheidet sich gegen ihn. Von Zornhorst ist jedoch dem Spiel verfallen und hat hohe Spielschulden angehäuft. Zudem wird er am Kartentisch als Falschspieler entlarvt und eilt nun zu Ruth, die ihn vor dem Ruin retten soll. Ruth wird von einem Impresario eine Tournee angeboten, bei der sie als Pantomime auftreten soll. Ruth lehnt zunächst mit Hinblick auf ihren schlechten Gesundheitszustand ab, sagt am Ende jedoch zu, als Herr von Zornhorst sie darum anfleht.
3. Akt
Die Tournee beginnt und die schwerkranke Ruth spielt auf einer großen Opernbühne für ihren Geliebten von Zornhorst. Der verliert das Geld weiterhin am Spieltisch und hat zudem eine erneute Affäre mit seiner früheren Geliebten Baronesse Lili begonnen. Als Ruth von einem Auftritt zurück ins Hotel kommt, hört sie von Zornhorst und dessen Geliebter. Überstürzt bricht sie ihren Vertrag und reist zurück nach Hause. Dort jedoch bricht sie zusammen und wird ins Krankenhaus eingeliefert.
4. Akt
Walter Heim hat unterdessen ein neues Stück geschrieben, in dem er seine Beziehung zu Ruth thematisiert. James Grantley lehnt das Stück ab, weil nur Ruth selbst die Hauptrolle spielen könne. Eine Putzfrau sagt Walter, dass Ruth im Krankenhaus liege, und Walter sucht seine einstige Liebe am Krankenbett auf. Ruth stimmt zu, die Hauptrolle in Walters Stück spielen zu wollen, ahnt sie doch, dass es ihre letzte sein wird. Tatsächlich stirbt Ruth auf der Bühne, nachdem sie in der letzten Szene den Tod des Pierrot gespielt hatte.

## Produktion
Die Filmprimadonna wurde im Union-Atelier in Berlin-Tempelhof gedreht. Die Bauten stammen von Fritz Seyffert.
Der Film wurde von der Zensur am 25. November 1913 mit einem Jugendverbot belegt und erlebte am 5. Dezember 1913 in Berlin seine Premiere. Es war nach Die Suffragette und S1 der dritte Film der Asta Nilsen/Urban Gad-Serie 1913/1914. Im Februar 1914 lief der Film unter dem Titel La reine du cinéma auch in Frankreich an.
Vom 1429 Meter langen Film sind zwei erhaltene Fragmente bekannt: Eine 255 Meter lange Kopie mit Szenen des ersten Akts befindet sich im Besitz des George Eastman House, wobei einzelne Szenen (u. a. Ruth Breton bei der Durchsicht der Manuskripte) stark beschädigt sind. Ein nur 89 Meter langes Fragment des ersten Akts besitzt das Nederlands Filmmuseum. Die kürzere Kopie enthält eine Szene, die in der amerikanischen Kopie fehlt, zwei weitere Szenen sind länger als in der amerikanischen Kopie. Auf Grundlage beider Fragmente wurde eine 278 Meter, also fast 17 Minuten lange Kopie hergestellt, die 2007 zusammen mit Hamlet und Abgründe auf der Berlinale ihre erste Wiederaufführung erlebte. Der erste Akt besaß im Original eine Gesamtlänge von 300 Metern. Im Jahr 2011 kam das Fragment des Films im Rahmen der Reihe Edition Filmmuseum gemeinsam mit der restaurierten Fassung von Hamlet auf DVD heraus. Im Dänischen Filminstitut hat sich zudem das Produktionsdrehbuch des Films erhalten. Es existieren außerdem Filmstills sowie ein Filmplakat von Julius Klinger.
Für Heide Schlüpmann dokumentierte der Film 1913 „die Freiheit und den Einfluss, die unbeschränkten Möglichkeiten, die der Schauspielerin innerhalb der Filmproduktion zukamen.“ Zentrale Elemente, darunter die Wahl des Manuskripts, der Ablauf der Dreharbeiten, aber auch die Bedeutung der Standfotografie während der Dreharbeiten, werden im Film halbdokumentarisch gezeigt. Der Film enthielt zum Beispiel Szenen der Dreharbeiten zu Das Mädchen ohne Vaterland und Die Kinder des Generals, die mit einer versetzten Kamera parallel zum eigentlichen Dreh aufgenommen wurde. Die Szenen zu Die Kinder des Generals haben sich erhalten und sind damit die einzigen Filmaufnahmen, die von dem als verschollen geltenden Stummfilm überliefert sind. „Gerade aus dem Zwischenbereich von zeugnishafter Fotografie und schillernder Filminszenierung gewinnt Die Filmprimadonna ihren besonderen Reiz“.

## Kritik
Die Union-Theater-Zeitung schrieb, dass der Film den Zuschauer „mitten in das Milieu, das dem großen Publikum bisher fremd war und das dennoch von außerordentlichem Interesse ist“, führe. Asta Nielsen „hat mit der Durchführung der Hauptrolle wiederum eine unvergleichliche Leistung geschaffen und wird in ihrer grandiosen Kunst auf das beste von dem Dichter-Regisseur Urban Gad unterstützt.“